# Lista de vencedores do prêmio Futebolista do Ano da PFA
O Futebolista Inglês do Ano pela PFA (oficialmente Professional Footballers' Association Players' Player of the Year, ainda conhecido como PFA Players' Player of the Year ou simplesmente Player of the Year) é um prêmio anual concedido ao jogador que é eleito como o melhor do ano no futebol inglês. O prêmio é apresentado desde a temporada 1973–74 e o vencedor é escolhido por votação entre os membros do sindicato dos jogadores, a Professional Footballers' Association (PFA). Para escolha dos vencedores, cada membro da associação vota em dois jogadores durante a primavera europeia. A lista de nomeados é publicada em abril e o vencedor do prêmio, juntamente com os vencedores de outras premiações anuais, é anunciado em um evento em Londres, alguns dias depois.
O atual detentor é Mohamed Salah, que ganhou o prêmio jogando pelo Liverpool. O primeiro vencedor foi o zagueiro inglês Norman Hunter, do Leeds United. Até 2013, apenas Mark Hughes, Alan Shearer, Thierry Henry, Cristiano Ronaldo e Gareth Bale venceram o prêmio em duas ocasiões, e apenas Henry e Ronaldo venceram o prêmio em temporadas consecutivas. Dos quatro, apenas Shearer ganhou seus prêmios jogando por dois times diferentes. Embora haja um prêmio separado para os jogadores com menos de 23 anos, o Jogador Jovem do Ano da PFA, os jovens continuam elegíveis para concorrer ao prêmio mais antigo e, em três ocasiões, o mesmo atleta ganhou em ambas as categorias numa mesma temporada, Andy Gray em 1976–77, Cristiano Ronaldo em 2006–07 e Gareth Bale em 2012–13.

## Vencedores
O prêmio foi apresentado em 46 ocasiões até 2019, com 41 vencedores diferentes. O quadro também indica o clube onde o jogador vencedor ganhou e se também venceu um ou mais dos outros prêmios de "jogador do ano" no futebol inglês, como Futebolista Inglês do Ano pela FWA (FWA), Jogador do ano dos Fãs (FPY) e Jovem Jogador do Ano da PFA (YPY).

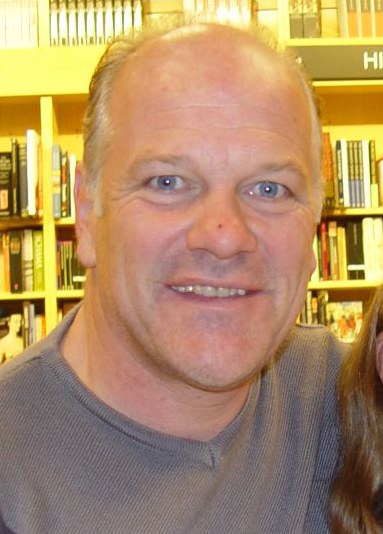
Andy Gray foi o primeiro jogador a vencer os Prêmios de Melhor Jogador e de Jovem Jogador do Ano na mesma temporada

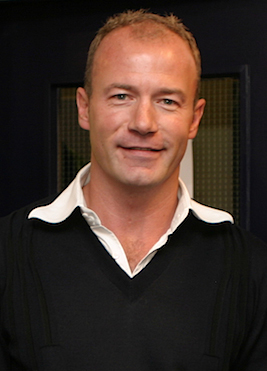
Alan Shearer foi o primeiro a vencer o prêmio jogando por duas equipes diferentes

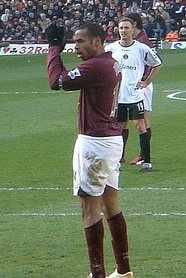
Thierry Henry venceu o prêmio em duas temporadas consecutivas, e foi o primeiro a conseguir tal feito

| Temporada | País          | Jogador             | Clube             | Outros        | Notas       |
| --------- | ------------- | ------------------- | ----------------- | ------------- | ----------- |
| 1973–74   | ENG !         | Norman Hunter       | Leeds United      |               |             |
| 1974–75   | ENG !         | Colin Todd          | Derby County      |               |             |
| 1975–76   | NIR !         | Pat Jennings        | Tottenham         |               | [ nota 1 ]  |
| 1976–77   | SCO !         | Andy Gray           | Aston Villa       | YPY           | [ nota 2 ]  |
| 1977–78   | ENG !         | Peter Shilton       | Nottingham Forest |               |             |
| 1978–79   | IRE !         | Liam Brady          | Arsenal           |               | [ nota 3 ]  |
| 1979–80   | ENG !         | Terry McDermott     | Liverpool         | FWA           | [ nota 4 ]  |
| 1980–81   | SCO !         | John Wark           | Ipswich Town      |               |             |
| 1981–82   | ENG !         | Kevin Keegan        | Southampton       |               |             |
| 1982–83   | SCO !         | Kenny Dalglish      | Liverpool         | FWA           |             |
| 1983–84   | WAL !         | Ian Rush            | Liverpool         | FWA           |             |
| 1984–85   | ENG !         | Peter Reid          | Everton           |               |             |
| 1985–86   | ENG !         | Gary Lineker        | Everton           | FWA           |             |
| 1986–87   | ENG !         | Clive Allen         | Tottenham         | FWA           |             |
| 1987–88   | ENG !         | John Barnes         | Liverpool         | FWA           |             |
| 1988–89   | WAL !         | Mark Hughes         | Manchester United |               |             |
| 1989–90   | ENG !         | David Platt         | Aston Villa       |               |             |
| 1990–91   | WAL !         | Mark Hughes         | Manchester United |               | [ nota 5 ]  |
| 1991–92   | ENG !         | Gary Pallister      | Manchester United |               |             |
| 1992–93   | IRE !         | Paul McGrath        | Aston Villa       |               |             |
| 1993–94   | FRA !         | Eric Cantona        | Manchester United |               | [ nota 6 ]  |
| 1994–95   | ENG !         | Alan Shearer        | Blackpool         |               |             |
| 1995–96   | ENG !         | Les Ferdinand       | Newcastle         |               |             |
| 1996–97   | ENG !         | Alan Shearer        | Newcastle         |               | [ nota 7 ]  |
| 1997–98   | NED !         | Dennis Bergkamp     | Arsenal           | FWA           |             |
| 1998–99   | FRA !         | David Ginola        | Tottenham         | FWA           |             |
| 1999–00   | IRE !         | Roy Keane           | Manchester United | FWA           |             |
| 2000–01   | ENG !         | Teddy Sheringham    | Manchester United | FWA           |             |
| 2001–02   | NED !         | Ruud van Nistelrooy | Manchester United | FPY           |             |
| 2002–03   | FRA !         | Thierry Henry       | Arsenal           | FWA, FPY      | [ nota 8 ]  |
| 2003–04   | FRA !         | Thierry Henry       | Arsenal           | FWA, FPY      | [ nota 9 ]  |
| 2004–05   | ENG !         | John Terry          | Chelsea           |               |             |
| 2005–06   | ENG !         | Steven Gerrard      | Liverpool         |               |             |
| 2006–07   | POR !         | Cristiano Ronaldo   | Manchester United | FWA, FPY, YPY | [ nota 10 ] |
| 2007–08   | POR !         | Cristiano Ronaldo   | Manchester United | FWA, FPY      |             |
| 2008–09   | WAL !         | Ryan Giggs          | Manchester United |               |             |
| 2009–10   | ENG !         | Wayne Rooney        | Manchester United | FWA, FPY      |             |
| 2010–11   | WAL !         | Gareth Bale         | Tottenham         |               |             |
| 2011–12   | NED !         | Robin van Persie    | Arsenal           | FWA, FPY      | [ 7 ]       |
| 2012–13   | WAL !         | Gareth Bale         | Tottenham         | YPY           | [ 10 ]      |
| 2013–14   | URU !         | Luis Suárez         | Liverpool         |               | [ 11 ]      |
| 2014–15   | BEL !         | Eden Hazard         | Chelsea           | FWA           |             |
| 2015–16   | DZA !         | Riyad Mahrez        | Leicester         | FPY           | [ nota 11 ] |
| 2016–17   | FRA !         | N'Golo Kanté        | Chelsea           | FWA           |             |
| 2017–18   | Egito         | Mohamed Salah       | Liverpool         | FWA           |             |
| 2018–19   | Países Baixos | Virgil van Dijk     | Liverpool         |               |             |
| 2019–20   | Bélgica       | Kevin De Bruyne     | Manchester City   |               |             |
| 2020–21   | Bélgica       | Kevin De Bruyne     | Manchester City   |               |             |
| 2021–22   | Egito         | Mohamed Salah       | Liverpool         | FWA, FPY      |             |
| 2022–23   | Noruega       | Ërling Haaland      | Manchester City   | FWA           |             |
| 2023–24   | Inglaterra    | Phil Foden          | Manchester City   |               |             |

## Composição dos vencedores

### Por país
| País             | Vitórias | Anos do vencedor |
| ---------------- | -------- | --- |
| Inglaterra       | 19       | 1973–74, 1974–75, 1977–78, 1979–80, 1981–82, 1984–85, 1985–86, 1986–87, 1987–88, 1989–90, 1991–92, 1994–95, 1995–96, 1996–97, 2000–01, 2004–05, 2005–06, 2009–10, 2023–24 |
| País de Gales    | 6        | 1983–84, 1988–89, 1990–91, 2008–09, 2010–11, 2012–13 |
| França           | 5        | 1993–94, 1998–99, 2002–03, 2003–04, 2016–17 |
| Países Baixos    | 4        | 1997–98, 2001–02, 2011–12, 2018-19 |
| Escócia          | 3        | 1976–77, 1980–81, 1982–83 |
| Irlanda          | 3        | 1978–79, 1992–93, 1999–00 |
| Bélgica          | 3        | 2014–15, 2019–20, 2020–21 |
| Portugal         | 2        | 2006–07, 2007–08 |
| Egito            | 2        | 2017–18, 2021–22 |
| Irlanda do Norte | 1        | 1975–76 |
| Uruguai          | 1        | 2013–14 |
| Argélia          | 1        | 2015–16 |
| Noruega          | 1        | 2022–23 |

### Por clube
| Clube             | Vitórias | Anos do vencedor                                                                                  |
| ----------------- | -------- | ------------------------------------------------------------------------------------------------- |
| Manchester United | 11       | 1988–89, 1990–91, 1991–92, 1993–94, 1999–00, 2000–01, 2001–02, 2006–07, 2007–08, 2008–09, 2009–10 |
| Liverpool         | 9        | 1979–80, 1982–83, 1983–84, 1987–88, 2005–06, 2013–14, 2017–18, 2018–19, 2021–22                   |
| Arsenal           | 5        | 1978–79, 1997–98, 2002–03, 2003–04, 2011–12                                                       |
| Tottenham         | 5        | 1975–76, 1986–87, 1998–99, 2010–11, 2012–13                                                       |
| Manchester City   | 4        | 2019–20, 2020–21, 2022–23, 2023–24                                                                |
| Aston Villa       | 3        | 1976–77, 1989–90, 1992–93                                                                         |
| Chelsea           | 3        | 2004–05, 2014–15, 2016–17                                                                         |
| Everton           | 2        | 1984–85, 1985–86                                                                                  |
| Newcastle         | 2        | 1995–96, 1996–97                                                                                  |
| Leeds United      | 1        | 1973–74                                                                                           |
| Derby County      | 1        | 1974–75                                                                                           |
| Nottingham Forest | 1        | 1977–78                                                                                           |
| Ipswich Town      | 1        | 1980–81                                                                                           |
| Southampton       | 1        | 1981–82                                                                                           |
| Blackburn         | 1        | 1994–95                                                                                           |
| Leicester         | 1        | 2015–16                                                                                           |